# Тепловоз CIE 121
Córas Iompair Éireann 121 (CIE 121) — семейство тепловозов, производившихся Electro-Motive Division, подразделением компании Caterpillar (в настоящее время Electro-Motive Division входит в состав GM). Выпускались в 1959-1960 годах. Всего было произведено 149 машин, из них 15 — специально для эксплуатации в Ирландии, которые использовались на ирландской сети железных дорог до 2002 года. Последние два локомотива выведены из эксплуатации в 2008 году